# Saison 2024 des Giants de New York
Chronologie
Précédent Suivant
La saison 2024 des Giants de New York est la 100e saison de la franchise au sein de la National Football League.
Il s'agit de la 49e saison jouée au MetLife Stadium à East Rutherford dans le New Jersey et la 3e sous la direction de l'entraîneur principal Brian Daboll et du directeur général Joe Schoen (en).
La saison 2024 est également la 1re sans le running back Saquon Barkley acquis lors de la draft 2018 de la NFL et qui a rejoint au cours de l'inter saison les rivaux de division des Eagles de Philadelphie.
Les Giants auront tenté en vain d'améliorer leur bilan négatif de 6-11 de la saison précédente puisqu'ils terminent celle de 2024 avec un bilan de négatif 3-14, à la dernière place de la Division NFC Est (dernier titre en 2011) et de la NFC, sans qualification pour la série éliminatoire (dernière participation en 2022).
Ils terminent classés 31e de la NFL obtenant le 3e choix global de la draft 2025 de la NFL.

## Free Agency
Dernière mise à jour le 21 mars 2024

### Joueurs des Giants de 2023
|  | Joueur re signé par les Giants |  | Player ayant signé avec une autre franchise |  | A pris sa retraite de la NFL |

| Poste | Joueur                | Statut | Date     | Équipe en 2024                | Contrats                   |
| ----- | --------------------- | ------ | -------- | ----------------------------- | -------------------------- |
| RB    | Saquon Barkley        | UFA    | 13 mars  | Eagles de Philadelphie        | 3 ans, 37,75 millions de $ |
| OL    | Ben Bredeson (en)     | UFA    | 15 mars  | Buccaneers de Tampa Bay       | 1 an, 3 millions de $      |
| RB    | Matt Breida           | UFA    |          |                               |                            |
| LB    | Cam Brown (en)        | UFA    | 17 avril | Dolphins de Miami             | 1 an, 1,29 million de $    |
| K     | Randy Bullock         | UFA    |          |                               |                            |
| TE    | Lawrence Cager (en)   | RFA    | 15 mars  |                               | 1 an, 1,1 million de $     |
| WR    | Parris Campbell (en)  | UFA    | 21 mars  | Eagles de Philadelphie        | 1 an, 1,29 million de $    |
| LB    | Carter Coughlin (en)  | UFA    | 14 mars  |                               | 1 an, 1,29 million de $    |
| LB    | Jarrad Davis (en)     | UFA    |          |                               |                            |
| G     | Wyatt Davis (en)      | RFA    |          |                               |                            |
| QB    | Jacob Eason (en)      | ERFA   |          |                               |                            |
| C     | Sean Harlow (en)      | UFA    |          |                               |                            |
| C     | J.C. Hassenauer (en)  | UFA    |          |                               |                            |
| WR    | Isaiah Hodgins (en)   | RFA    | 24 mars  |                               | 1 an, 1,03 million de $    |
| CB    | Darnay Holmes (en)    | UFA    | 22 mars  |                               | 1 an, 2 millions de $      |
| CB    | Adoree' Jackson (en)  | UFA    |          |                               |                            |
| LS    | Casey Kreiter (en)    | UFA    | 13 mars  |                               | 1 an, 1,37 million de $    |
| G     | Shane Lemieux (en)    | UFA    | 30 avril | Saints de La Nouvelle-Orléans | 1 an, 1,05 million de $    |
| CB    | Nick McCloud (en)     | RFA    | 15 avril |                               | 1 an, 2,98 millions de $   |
| S     | Xavier McKinney       | UFA    | 14 mars  | Packers de Green Bay          | 4 ans, 67 millions de $    |
| WR    | Gunner Olszewski (en) | UFA    | 14 mars  |                               | 1 an, 1,125 million de $   |
| OT    | Matt Peart (en)       | UFA    | 20 mars  | Broncos de Denver             | 1 an, 1,29 million de $    |
| OT    | Tyre Phillips         | UFA    |          |                               |                            |
| OL    | Justin Pugh           | UFA    |          |                               |                            |
| DL    | A'Shawn Robinson (en) | UFA    | 13 mars  | Panthers de la Caroline       | 3 ans, 22,5 millions de $  |
| WR    | Sterling Shepard      | UFA    |          |                               |                            |
| LB    | Isaiah Simmons        | UFA    | 5 avril  |                               | 1 an, 2 millions de $      |
| QB    | Tyrod Taylor          | UFA    | 14 mars  | Jets de New York              | 2 ans, 12 millions de $    |
| OLB   | Jihad Ward (en)       | UFA    | 20 mars  | Vikings du Minnesota          | 1 an, 1,79 million de $    |
| OLB   | Benton Whitley (en)   | ERFA   | 13 mars  |                               | [ 35 ]                     |

Sources :,,,.

### Joueurs arrivant en 2024
| Poste | Joueur                  | Statut | Date     | Équipe en 2023                     | Contrat                   |
| ----- | ----------------------- | ------ | -------- | ---------------------------------- | ------------------------- |
| LB    | Matthew Adams (en)      | UFA    | 12 avril | Browns de Cleveland                | 1 an, 1,29 million de $   |
| WR    | Miles Boykin (en)       | UFA    | 9 avril  | Steelers de Pittsburgh             | 1 an, 1,29 million de $   |
| T     | Jermaine Eluemunor (en) | UFA    | 14 mars  | Raiders de Las Vegas               | 2 ans, 14 millions de $   |
| QB    | Drew Lock               | UFA    | 14 mars  | Seahawks de Seattle                | 1 an, 5 millions de $     |
| CB    | David Long              | UFA    | 1er mai  | Packers de Green Bay               | 1 an, 1,12 million de $   |
| TE    | Chris Manhertz (en)     | FA     | 16 mars  | Broncos de Denver                  | 1 an, 1,37 million de $   |
| WR    | Isaiah McKenzie (en)    | UFA    | 14 mars  | Colts d'Indianapolis               | 1 an, 1,37 million de $   |
| RB    | Dante Miller            | FA     | 5 avril  | N'a pas joué                       | 3 ans, 2,69 millions de $ |
| S     | Jalen Mills             | UFA    | 14 mars  | Patriots de la Nouvelle-Angleterre | 1 an, 1,37 million de $   |
| T     | Matt Nelson (en)        | UFA    | 22 mars  | Lions de Détroit                   | 1 an, 1,29 million de $   |
| DT    | Jordan Phillips (en)    | UFA    | 11 avril | Bills de Buffalo                   | 1 an, 1,79 million de $   |
| WR    | Allen Robinson          | FA     | 9 mai    | Steelers de Pittsburgh             | [ 64 ]                    |
| G     | Jon Runyan Jr. (en)     | UFA    | 14 mars  | Packers de Green Bay               | 3 ans, 30 millions de $   |
| C     | Austin Schlottmann (en) | UFA    | 18 mars  | Vikings du Minnesota               | 2 ans, 2,79 millions de $ |
| RB    | Devin Singletary (en)   | UFA    | 14 mars  | Texans de Houston                  | 3 ans, 16,5 millions de $ |
| G     | Aaron Stinnie (en)      | UFA    | 18 mars  | Buccaneers de Tampa Bay            | 1 an, 1,29 million de $   |
| TE    | Jack Stoll (en)         | UFA    | 15 mars  | Eagles de Philadelphie             | 1 an, 1,1 million de $    |

Source :,,

### Acquis par échange
| Poste | Joueur      | Date     | Équipe                  | Contrat                  | Note               |
| ----- | ----------- | -------- | ----------------------- | ------------------------ | ------------------ |
| LB    | Brian Burns | March 13 | Panthers de la Caroline | 5 ans, 141 millions de $ | Acquis par échange |

### Mouvement interne
| Poste | Joueur              | Date   | Note   |
| ----- | ------------------- | ------ | ------ |
| G     | Mark Glowinski (en) | 4 mars | Libéré |

### Agents libres non sélectionnés à la draft
| Joueur              | Poste | Université                                           | Réf.   |
| ------------------- | ----- | ---------------------------------------------------- | ------ |
| Ayir Asante         | WR    | Cowboys du Wyoming                                   | [ 79 ] |
| John Jiles          | WR    | Argonauts de West Florida (en)                       | [ 79 ] |
| Alex Johnson        | DB    | Bruins de l'UCLA                                     | [ 79 ] |
| Marcellus Johnson   | OT    | Tigers du Missouri                                   | [ 79 ] |
| Jake Kubas          | G     | Bison de North Dakota State                          | [ 79 ] |
| Jude McAtamney (en) | K     | Scarlet Knights de Rutgers (Programme international) | [ 79 ] |
| Ovie Oghoufo (en)   | DE    | Tigers de LSU                                        | [ 79 ] |
| Casey Rogers (en)   | DL    | Ducks de l'Oregon                                    | [ 79 ] |

## Draft 2024
| Tour | Sélection | Joueur                 | Postes                 | Universités                 | Note                            |
| ---- | --------- | ---------------------- | ---------------------- | --------------------------- | ------------------------------- |
| 1    | 6         | Malik Nabers           | Wide receiver          | Tigers de LSU               |                                 |
| 2    | 39        | Échangé aux Panthers   | Échangé aux Panthers   | Échangé aux Panthers        | Échangé aux Panthers            |
| 2    | 47        | Tyler Nubin (en)       | Safety                 | Golden Gophers du Minnesota | Reçu des Seahawks,              |
| 3    | 70        | Andru Phillips (en)    | Cornerback             | Wildcats du Kentucky        |                                 |
| 4    | 107       | Theo Johnson (en)      | Tight end              | Nittany Lions de Penn State |                                 |
| 5    | 141       | Échangé aux Panthers   | Échangé aux Panthers   | Échangé aux Panthers        | Échangé aux Panthers            |
| 5    | 166       | Tyrone Tracy Jr. (en)  | Running back           | Boilermakers de Purdue      | Reçu des 49ers via les Panthers |
| 6    | 183       | Darius Muasau (en)     | Linebacker             | Bruins de l'UCLA            |                                 |
| 7    | 226       | Échangé aux Cardinals, | Échangé aux Cardinals, | Échangé aux Cardinals,      | Échangé aux Cardinals,          |

1. 1 2 3  Les Giants ont échangé leurs choix de 2e et de 5e tour (les 39e et 141e) en plus d'un choix de 5e tour de la draft 2025 aux Panthers contre le linebacker Brian Burns et un choix de 5e tour (le 166e).
2. ↑  Les Giants ont échangé le defensive lineman Leonard Williams aux Seahawks contre un choix de 2e tour (le 47e) et un choix de 5e tour de la draft 2025.
3. ↑  Les Giants ont échangé un choix de 7e tour aux Cardinals contre le linebacker Isaiah Simmons.

## Les matchs

### Inter saison
| Semaines                                         | Dates   | Heures locales | Adversaires         | Résultats  | Résultats | Lieux           | Résumés NFL.com/Statistiques |
| ------------------------------------------------ | ------- | -------------- | ------------------- | ---------- | --------- | --------------- | ---------------------------- |
| Semaines                                         | Dates   | Heures locales | Adversaires         | Score      | Bilan     | Lieux           | Résumés NFL.com/Statistiques |
| 1                                                | 8 août  | 19h00          | Lions de Détroit    | G, 14 - 03 | 1 - 0     | MetLife Stadium | Vidéo - Stats.               |
| 2                                                | 17 août | 13h00          | @ Texans de Houston | P, 10 - 28 | 1 - 1     | NRG Stadium     | Vidéo - Stats.               |
| 3                                                | 24 août | 19h30          | @ Jets de New York  | P, 06 - 10 | 1 - 2     | MetLife Stadium | Vidéo - Stats.               |
| Bilan de l'avant-saison : 1 victoire, 2 défaites |         |                |                     |            |           |                 |                              |

### Saison régulière
| Dates                                                                          | Heures locales | Matchs                        | Résultats  | Bilan de Division | Bilan global | Résumés NFL.com/Statistiques |
| ------------------------------------------------------------------------------ | -------------- | ----------------------------- | ---------- | ----------------- | ------------ | ---------------------------- |
| 8 septembre                                                                    | 13h00          | Vikings du Minnesota          | P, 06 - 28 | 0 - 0             | 0 - 1        | Vidéo / Stats.               |
| 15 septembre                                                                   | 13h00          | @ Commanders de Washington    | P, 18 - 21 | 0 - 1             | 0 - 2        | Vidéo / Stats.               |
| 22 septembre                                                                   | 13h00          | @ Browns de Cleveland         | G, 21 - 15 | 0 - 1             | 1 - 2        | Vidéo / Stats.               |
| 26 septembre                                                                   | 20h15          | Cowboys de Dallas             | P, 15 - 20 | 0 - 2             | 1 - 3        | Vidéo / Stats.               |
| 6 octobre                                                                      | 16h25          | @ Seahawks de Seattle         | G, 29 - 20 | 0 - 2             | 2 - 3        | Vidéo / Stats.               |
| 13 octobre                                                                     | 20h20          | Bengals de Cincinnati         | P, 07 - 17 | 0 - 2             | 2 - 4        | Vidéo / Stats.               |
| 20 octobre                                                                     | 13h00          | Eagles de Philadelphie        | P, 03 - 28 | 0 - 3             | 2 - 5        | Vidéo / Stats.               |
| 28 octobre                                                                     | 20h15          | @ Steelers de Pittsburgh      | P, 18 - 26 | 0 - 3             | 2 - 6        | Vidéo / Stats.               |
| 3 novembre                                                                     | 13h00          | Commanders de Washington      | P, 22 - 27 | 0 - 4             | 2 - 7        | Vidéo / Stats.               |
| 10 novembre                                                                    | 15h30          | @ Panthers de la Caroline     | P, 17PR20  | 0 - 4             | 2 - 8        | Vidéo / Stats.               |
| Semaine de repos                                                               |                |                               |            |                   |              |                              |
| 24 novembre                                                                    | 13h00          | Buccaneers de Tampa Bay       | P, 7 - 30  | 0 - 4             | 2 - 9        | Vidéo / Stats.               |
| 28 décembre                                                                    | 16h30          | @ Cowboys de Dallas           | P, 20 - 27 | 0 - 5             | 2 - 10       | Vidéo, Stats.                |
| 8 décembre                                                                     | 13h00          | Saints de La Nouvelle-Orléans | P, 11 - 14 | 0 - 5             | 2 - 12       | Vidéo / Stats.               |
| 15 décembre                                                                    | 13h00          | Ravens de Baltimore           | P, 14 - 35 | 0 - 5             | 2 - 12       | Vidéo / Stats.               |
| 22 décembre                                                                    | 13h00          | Falcons d'Atlanta             | P, 07 - 34 | 0 - 5             | 2 - 13       | Vidéo / Stats.               |
| 29 décembre                                                                    | 13h00          | Colts d'Indianapolis          | G, 45 - 33 | 0 - 5             | 3 - 13       | Vidéo / Stats.               |
| 5 janvier                                                                      | 13h00          | @ Eagles de Philadelphie      | P, 13 - 20 | 0 - 6             | 3 - 14       | Vidéo / Stats.               |
| Bilan de la saison : 3 victoires, 14 défaites, non qualifié pour les play-offs |                |                               |            |                   |              |                              |

Note
- Les matchs contre les rivaux de la NFC East sont indiqués en gras.

## Résumé des matchs

### Semaine de repos
| Semaine 11 : Bye Week | Semaine 11 : Bye Week | Semaine 11 : Bye Week | Semaine 11 : Bye Week | Semaine 11 : Bye Week | Semaine 11 : Bye Week | Semaine 11 : Bye Week | Semaine 11 : Bye Week | Semaine 11 : Bye Week | Semaine 11 : Bye Week | Semaine 11 : Bye Week | Semaine 11 : Bye Week | Semaine 11 : Bye Week | Semaine 11 : Bye Week | Semaine 11 : Bye Week |
| --------------------- | --------------------- | --------------------- | --------------------- | --------------------- | --------------------- | --------------------- | --------------------- | --------------------- | --------------------- | --------------------- | --------------------- | --------------------- | --------------------- | --------------------- |

### @ Philadelphie
Philadelphie a mis au repos ses principaux titulaires puisqu'ils sont déjà assuré avant le match d'obtenir la tête de série no 2 de la NFC. Le quarterback Tanner McKee (en) est donc titulaire pour la première fois de sa carrière en NFL.
Au cours du 4e quart-temps, Malik Nabers inscrit son 7e touchdown de la saison sur une passe de 45 yards de Drew Lock. Ce sera le seul touchdown inscrit par les Giants. En ce faisant, Nabers établit un nouveau record de la franchise avec 109 réceptions sur une saison. Le précédent record était de 107 réceptions par Steve Smith lors de la saison 2009. De plus, les 109 réceptions de Nabers sont également le record de la NFL pour un wide receivers rookie. Il se classe également 2e en nombre de réceptions sur une saison par un rookie derrière le tight end Brock Bowers des Raiders lequel a atteint les 118 réceptions le même jour que Nabers. Puka Nacua des Rams avait atteint les 105 réceptions en 2023, ce qui était le précédent record NFL pour un wide receiver rookie.
Avec cette défaite, les Giants terminent avec un bilan négatif de 3-14 ce qui constitue le plus grand nombre de défaites de leur histoire sur une saison, l'. L'entraîneur principal Brian Daboll devient de facto le premier entraineur principal des Giants à enregistrer autant de défaites sur une saison. Les Giants ont également été battus pour la première fois de leur histoire par les autres équipes de leur division (0-6) et leur défaite contre les Eagles en dernière semaine constitue leur 12e défaite consécutive en déplacement chez les Eagles.
À la suite de la victoire des Patriots et des défaites des Browns et des Titans, les Giants obtiennent le 3e choix global de la prochaine draft.
Le lendemain du match, alors que des spéculations circulaient selon lesquelles l'un ou les deux d'entre eux pourraient être licenciés, le propriétaire John Mara (en) a annoncé que Daboll et le directeur général Joe Schoen (en) seraient conservés pour la saison suivante.

## Classement  de la NFC East
| Équipes                  | G  | P  | N | PP  | PC  | Div. (G-P) | Conf. (G-P) | Home (G-P) | Away (G-P) |
| ------------------------ | -- | -- | - | --- | --- | ---------- | ----------- | ---------- | ---------- |
| Eagles de Philadelphie   | 14 | 3  | 0 | 463 | 303 | 5 - 1      | 9 - 3       | 8 - 1      | 6 - 2      |
| Commanders de Washington | 12 | 6  | 0 | 485 | 391 | 4 - 2      | 9 - 3       | 7 - 2      | 5 - 3      |
| Cowboys de Dallas        | 7  | 10 | 0 | 350 | 468 | 3 - 3      | 7 - 7       | 2 - 7      | 5 - 3      |
| Giants de New York       | 3  | 14 | 0 | 273 | 415 | 0 - 6      | 1 - 11      | 1 - 8      | 2 - 6      |

## Liens Externes
- (en) Officiel des Giants de New York
- (en) Officiel de la NFL